# Кемерон з королівської кінноти
Кемерон з королівської кінноти (англ. Cameron of the Royal Mounted) — канадський бойовик режисера Генрі МакРея 1921 року.

## Сюжет
Молодий шотландський іммігрант вирушає до Канади і стає членом Королівської канадської кінної поліції.

## У ролях
- Гастон Гласс — капрал Кемерон
- Ірвінг Каммінгс — Дік Ревен
- Вів'єнн Осборн — Менді Хейлі
- Френк Леннінг — Маленький Тандер
- Джордж Ларкін — Андре Поттс
- Джозеф Сінглтон — Джим Хейлі
- Меріон МакДональд — місіс Хейлі
- Гордон Гріффіт
- Джордж Кларк
- Річард Брайдон — доктор Дуглас Мартін
- Джордж А. МакДеніел
- Гаррі Гріффіт